# Толстохвостый опоссум
Толстохвостый опоссум, или толстохвостая сумчатая крыса (лат. Lutreolina crassicaudata), — вид млекопитающих из семейства опоссумовых, обитающих в Южной Америке. Единственный вид в роде толстохвостых опоссумов (Lutreolina).

## Описание
У толстохвостого опоссума длинное тело, короткие ноги, маленькие округлые уши, плотный красноватый или желтоватый мех. В основном живёт во влажных лесах и саваннах поближе к воде. Обитая на суше, он хорошо плавает.
Генетические и морфологические исследования показывают, что в роде может существовать второй вид, Lutreolina massoia.

## Экология

### Ареал и среда обитания
Толстохвостый опоссум обитает в Бразилии, Аргентине, Боливии, Уругвае, Парагвае, Колумбии и Гайане. Его можно встретить на лугах, в саванне и лесах с постоянными водными объектами, в болотистых или прибрежных местах обитания. Он строит плотные гнёзда из травы и тростника или используют заброшенные броненосцами гнёзда или норы вискачи.

### Питание
Имея череп, приспособленный для хищничества, этот опоссум — плотоядный и насекомоядный, питающийся мелкими грызунами и зайцеобразными, птицами, насекомыми, мелкими ракообразными. Он считается самым плотоядным из всех видов рода опоссумов. Известно, что популяции, обитающие в неволе, питаются бабочками, лягушками, дождевыми червями, креветками у мышей, а популяции, проживающие вблизи городов, собирают мусор, однако такое поведение, вероятно, возникает по мере необходимости, поскольку в городских районах привычная пища менее доступна.

### Эволюция и взаимоотношение с человеком
Ископаемые остатки, найденные в Минас-Жерайс, Бразилия, указывают на то, что L. crassicaudata возник в эпоху позднего плейстоцена. Остатки, найденные в Тарихе, Боливия, а также образцы, обнаруженные в Аргентине, также указывают на появление предков этого вида опоссумов во времена позднего плейстоцена. В течение короткого времени в Аргентине охотились на опоссумов за их шкурами для торговли мехом и украшения одежды. Так как шкуры этого опоссума со временем выцветали, спрос на их мех упал.